# Ezechiele Ramin
Ezechiele Ramin (Padova, 9 febbraio 1953 – Cacoal, 24 luglio 1985) è stato un presbitero e religioso italiano della congregazione dei missionari comboniani del Cuore di Gesù.
Conosciuto familiarmente come "Lele" in Italia ed "Ezequiel" in Brasile, fu anche un artista che fu definito un "martire della carità" da Papa Giovanni Paolo II dopo essere stato assassinato in Brasile a causa del suo impegno in favore dei piccoli agricoltori e degli indios Surui nativi della Rondônia nella loro lotta contro i latifondisti locali.

## Biografia
Ezechiele Ramin nacque a Padova nel 1953, il quarto di sei figli in una famiglia modesta. Studiò al liceo classico presso il Collegio Vescovile Barbarigo, dove prese coscienza della povertà diffusa in tutto il mondo. Ciò lo spinse ad aderire a Mani Tese, associazione per la quale organizzò svariati campi di lavoro per raccogliere fondi in sostegno di vari piccoli progetti sostenuti dall'associazione stessa.
Nel 1972 entrò nell'Istituto dei missionari comboniani del Cuore di Gesù fondato da Daniele Comboni. I suoi studi lo portarono dapprima allo Studio Teologico Fiorentino di Firenze, poi a Venegono Inferiore, dove studiò al Seminario arcivescovile di Milano, e infine a Chicago negli Stati Uniti, dove si laureò alla Catholic Theological Union. Dopo aver avuto esperienze missionarie dapprima con un gruppo di nativi americani impoveriti nel Dakota del Sud e poi, per un anno, in Bassa California (in Messico), fu ordinato sacerdote il 28 settembre 1980 a Padova, la sua città natale. Inizialmente fu assegnato a una parrocchia di Napoli, ma dopo il terremoto dell'Irpinia del 1980 si prodigò a San Mango sul Calore in provincia di Avellino per assistere le vittime; fece ritorno a Napoli nel 1981, e lì organizzò una delle prime dimostrazioni pacifiche contro la camorra. L'anno successivo si trasferì a Troia in provincia di Foggia dove ricoprì il ruolo di animatore vocazionale.
Nel 1984 fu assegnato a Cacoal, in Rondônia (Brasile). Il 20 gennaio di quell'anno si trasferì a Brasilia, dove seguì dei corsi di cura pastorale, per poi raggiungere la Rondônia nel luglio di quell'anno.

### Cacoal
Padre Ezechiele Ramin era preoccupato della situazione che avrebbe incontrato a Cacoal, ma accettò l'incarico con le parole "Se Cristo ha bisogno di me, come posso rifiutare?".
Lì incontrò una situazione complessa e difficile: i molti piccoli agricoltori erano oppressi, con mezzi sia legali che illegali, dai latifondisti locali. Inoltre, la tribù indigena dei Surui era stata solo di recente costretta a diventare sedentaria dal governo brasiliano, che aveva forzatamente assegnato loro della terra, e stava iniziando a creare dei problemi.
Ispirato dagli insegnamenti di Dietrich Bonhoeffer si pose in prima linea nella lotta per la giustizia di quelle genti, tentando di persuaderli a intraprendere la strada della protesta pacifica piuttosto che quella della lotta armata.
La situazione in cui si trovava lo portò a temere per la propria vita. All'inizio del 1985 fu minacciato di morte; in molte delle lettere che inviò alla famiglia in quel periodo si chiedeva se li avrebbe visti di nuovo.

## Morte e immediate reazioni
Il 24 luglio 1985 Padre Ramin, insieme a un sindacalista locale, partecipò a un incontro nella Fazenda Catuva ad Aripuanã nel vicino Mato Grosso con l'intenzione di persuadere i piccoli agricoltori lì impiegati a non prendere le armi contro i latifondisti, disobbedendo alla richiesta dei suoi superiori di prestare attenzione. Al ritorno, fu vittima di un'imboscata da parte di sette sicari armati di pistola, che lo colpirono oltre 50 volte. Prima di morire, sussurrò le parole "Vi perdono". Poiché la salma di Padre Ramin non poté essere recuperata dai suoi confratelli prima di 24 ore dopo l'omicidio, un gruppo di indios Surui vegliarono su di essa fino all'arrivo dei missionari.
È sepolto nel Cimitero Maggiore di Padova.
Alcuni giorni dopo il suo omicidio, papa Giovanni Paolo II definì padre Ezechiele Ramin un "martire della carità".
La reazione all'evento da parte degli agricoltori di Cacoal andò contro gli stessi insegnamenti del religioso: nel novembre dello stesso anno un latifondista e il suo assistente furono uccisi dalla stessa gente che Padre Ramin aveva tentato di aiutare, e alcuni giorni dopo un altro assistente di un latifondista fu assassinato.
Nel 1988 due degli uomini che uccisero padre Ramin, Deuzelio Goncalves Fraga e Altamiro Flauzino, furono condannati rispettivamente a 24 e 25 anni di reclusione dal tribunale di Cuiabá. Altri non sono stati ancora identificati o arrestati.

## Altre attività
Gli hobby principali di padre Ezechiele Ramin erano il ciclismo, la montagna e il calcio; inoltre, scriveva poesie. Le sue numerose lettere ad amici e parenti sono state raccolte in volume e pubblicate a cura di Ercole Ongaro e Fabiano Ramin, fratello di Padre Ezechiele, con il titolo Testimone della speranza - lettere dal 1971 al 1985.
Padre Ramin ha anche prodotto un consistente numero di disegni, soprattutto in carboncino, che furono soggetto di una mostra tenutasi a Padova, sua città natale, promossa dal Comune e organizzata da Maria Cristina Ferin, Federica Millozzi e Fabiano Ramin.
Padre Ezechiele Ramin amava documentare le proprie esperienze tramite fotografie.

## Tributi
Varie iniziative in onore di padre Ezechiele Ramin vengono regolarmente promosse sia a Padova che a Cacoal, per la maggior parte indirizzate a promuovere la protesta pacifica come alternativa più valida alla lotta armata o a risvegliare l'interesse dei giovani verso la realtà missionaria.
Nel 2005, nel ventesimo anniversario della morte, fu ricordato dal vescovo di Padova Antonio Mattiazzo nell'ambito di un'iniziativa riguardante i martiri moderni; lo stesso anno, una scultura in bronzo in suo onore eseguita da Ettore Greco fu svelata dal Sindaco di Padova Flavio Zanonato in piazza San Giuseppe, di fronte alla chiesa parrocchiale che padre Ramin frequentava da bambino e ragazzo.
Ancora nel 2005, la Chicago Catholic Theological Union, dove padre Ramin studiò, commissionò al rinomato pittore di icone Robert Lentz un'icona raffigurante Padre Ezechiele, che è nell'immagine sacra rappresentato con una tortora a rappresentare la sua adesione alla nonviolenza. La presenza di un'aureola intorno alla testa di padre Ramin è, tuttavia, incorretta secondo l'iconografia cattolica, in quanto padre Ezechiele non è stato ufficialmente riconosciuto come santo.
Oltre a una collezione delle sue lettere a parenti e amici, sono stati pubblicati altri due libri sulla vita di padre Ramin: Lele - creare primavera di Ezio Sorio e Lele vive di Paulo Lima (2005).
Nel 1997 la Rai ha commissionato La casa bruciata, una fiction televisiva ispirata alla vita di padre Ezechiele composta da un'unica puntata, ovvero un film per la televisione o TV movie o film TV. Fu diretto da Massimo Spano con la colonna sonora di Ennio Morricone, e il protagonista fu Giulio Scarpati
Nel 2007, l'associazione Progetto Agata Smeralda di Firenze dedicò il premio "Prima di Tutto la Vita" alla memoria di Ezechiele Ramin.
I missionari comboniani, guidati dal superiore generale padre Teresino Serra, stanno cercando di promuovere il riconoscimento ufficiale di padre Ezechiele come martire (e quindi come beato e possibilmente come santo) da parte della Chiesa cattolica, anche se la comunità missionaria comboniana in America Latina sembra riluttante in quanto "per loro e per la gente che lo conosceva, Ramin è già un santo".
Sabato 5 aprile 2016 verrà aperta la Rogatoria presso la Diocesi di Padova per la sua beatificazione e canonizzazione.

### Intitolati a Padre Ezechiele
Tre comuni hanno intitolato una via a padre Ezechiele Ramin: Padova, sua città natale, ne ha intitolata una in zona Montà, Roma una in zona Villaggio Prenestino e infine Cervarese Santa Croce gli ha dedicato una via nella frazione di Montemerlo, paese in cui padre Ramin ha trascorso la sua giovinezza.
Il Comune di Cadoneghe, in Provincia di Padova, ha intitolato a padre Ramin un auditorium.
Ancora il Comune di Padova ha intitolato a Padre Ezechiele Ramin un asilo nido in zona Paltana.
Sempre a Padova, è stato aperto il Centro di Documentazione Ezechiele Ramin presso l'associazione Angoli di Mondo.
La parrocchia di San Riccardo di Andria, ad Andria, ha dedicato il proprio salone parrocchiale a padre Ezechiele Ramin.
In Brasile, a Picos nel Piauí, è stato costruito un centro diurno per bambini di strada con la cooperazione dell'associazione Angoli di Mondo di Padova, centro che è stato intitolato a padre Ramin.
A Cologno Monzese (Milano) l'Associazione di volontariato "Creare Primavera" Onlus ha intitolato a lui un centro di accoglienza per famiglie con minori in difficoltà, in via Mozart 28.
L'Amministrazione Comunale di Cologno Monzese ha dedicato a padre Lele un albero nel Giardino dei Giusti in piazza Aldo Moro.
La parrocchia di San Mango sul Calore (Avellino) gli ha dedicato il salone parrocchiale nel febbraio 2015 a trent'anni dalla sua morte.